# Tetiana Tjornovil
Tetiana Mykolaivna Tjornovol (ukrainska: Тетя́на Микола́ївна Чорново́л), även Tetiana Tjornovil, född 4 juni 1979 i Kiev, Ukrainska SSR, Sovjetunionen, är en ukrainsk aktivist och journalist från tidningen Ukrajinska Pravda. Hon är känd i Ukraina för sin grävande journalistik om korruptionen i Ukraina. Hon är medlem i det politiska partiet Folkfronten.
Tetiana Tjornovil arbetade från hon var 17 som pressekreterare för den paramilitära gruppen Ukrainska Nationalförsamlingen – Ukrainska Nationella Självförsvaret UNA-UNSO. Efter oroligheterna i Kiev 2013-14 blev hon chef för antikorruptionsbyrån, men avgick efter bara sex månader på posten med hänvisning till ”brist på politisk vilja” att ta itu med problemen. och blev istället frivillig i Azovbataljonen.
Tetiana Tjornovils make sedan 2002 Mykola Berezovy blev som medlem av Azovbataljonen dödad i striderna vid Ilovaysk i Donetsk oblast 10 augusti 2014. Paret har två barn.
Tetiana Tjornovil fanns som andranamn på Folkfrontens nationella vallista vid valet 2014. Hon sitter nu i det ukrainska parlamentet.

## Misshandeln 25 december 2013
Natten mot 25 december 2013 misshandlades Tjornovol. Hon lämnades därefter i sin parkerade bil, en Chevrolet Aveo, med bruten näsa, hjärnskakning och otaliga blåmärken, i ett dike på motorvägen mellan Kiev-Boryspil och i närheten av sin bostad i Boryspil. Bara några timmar före misshandeln publicerade hon bilder på webben från inrikesminister Vitalij Zachartjenkos hem, för att visa den politiska elitens extravaganta livsstil. Samma dag igångsattes Euromajdan-protesterna återigen, och ett hundratal demonstrerade utanför inrikesdepartementet i Kiev och krävde inrikesministerns avgång. Demonstranterna bar med sig bilder på Tjornovils sargade ansikte.
Om attacken hade något att göra med hennes journalistiska arbete var dock oklart. President Viktor Janukovytj uppmanade enligt Reuters polisen att få tag på de skyldiga. Fem män greps misstänkta för misshandeln. Någon officiell förklaring till varför de överföll henne gavs dock inte. 26 december samlades för andra dagen i rad hundratals demonstranter utanför inrikesministeriet, med krav på en rättvis rättegång mot förövarna.
Ukrainska polisen sade 27 december att de hade upptäckt "starka kopplingar" mellan oppositionspolitiker från UDAR – som stod i spetsen för Euromajdan-protesterna – och de personer som greps misstänkta för misshandeln 25 december.[uppföljning saknas]

## Biografi
Tetiana Tjornovol föddes i Kiev. Hennes föräldrar kom från Tjerkasy oblast i centrala Ukraina. Hon bor nu i byn Hora i Boryspil rajon, strax utanför Kiev.